# 더 데일리 쇼
더 데일리 쇼(The Daily Show)는 1996년 7월 22일부터 현재까지 코미디 센트럴에서 방영중인 정치 풍자 뉴스 프로그램이다.